# Николаевка (Белорецкий район)
Никола́евка (баш. Николаевка) — село в Белорецком районе Республики Башкортостан. Административный Центр Николаевского сельсовета.

## География
Село находится у слияния рек Малый Авняр и Большой Авняр.

### Географическое положение
Расстояние до:
- районного центра (Белорецк): 56 км,
- ближайшей ж.-д. станции (Белорецк): 64 км,
- города Магнитогорск: 140 км.

## Население
| 2002 | 2009 | 2010 |
| ---- | ---- | ---- |
| 144  | ↗165 | ↘113 |

### Национальный состав
Согласно переписи 2002 года, преобладающие национальности:  башкиры (58 %), русские (33 %).